# Selaginella imbricata
Selaginella imbricata är en mosslummerväxtart som först beskrevs av Forsk., och fick sitt nu gällande namn av Antoine Frédéric Spring och Decaisne. Selaginella imbricata ingår i släktet mosslumrar, och familjen mosslummerväxter. Inga underarter finns listade i Catalogue of Life.